# Czasem słońce, czasem deszcz
Czasem słońce, czasem deszcz (hindi: कभी खुशी कभी ग़म trb. Kabhi khuši kabhi gham; w wersji angielskiej tytuł zapisany jako "Kabhi Khushi Kabhie Gham" i przetłumaczony dosłownie: Sometimes Happiness, Sometimes Sorrow, spotykana jest również skrócona nazwa K3G lub KKKG) – indyjski film fabularny z 2001 roku w reżyserii Karana Johara. Jego premiera miała miejsce 14 grudnia 2001 roku.
Producenci filmu wykorzystali fragment przeboju The Weather Girls It's raining man bez wiedzy i zgody autorów, za co zapłacili odszkodowanie. Film zdobył ogromną popularność nie tylko w Indiach, ale na całym świecie. Udało mu się dostać na listę Top-10 amerykańskiego boxoffice'u, w Wielkiej Brytanii zajął trzecie miejsce w rankingu UK Top Charts. Łącznie na całym świecie obejrzało go już przeszło miliard widzów. Tłem do drugiej części filmu jest Londyn, co daje okazję do konfrontacji kultury indyjskiej z angielską.

## Fabuła (streszczenie)
Czasem słońce, czasem deszcz to jeden z największych przebojów indyjskiego kina. Jest pochwałą optymizmu, rodziny, przyjaźni i odwagi.
Niedługo po ślubie Nandini i Yash Raichand usynawiają małego Rahula. Chłopiec staje się ich oczkiem w głowie. Po pewnym czasie małżeństwu rodzi się drugi syn - Rohan. Rahul, zgodnie z tradycją, wyjeżdża na studia do Londynu. Po powrocie ma przejąć  finansowe imperium Raichandów. Spotyka swoją miłość z dawnych lat, imieniem Naina. Yash dochodzi do wniosku, że młodzi powinni się bezzwłocznie pobrać i rozpoczyna aranżowanie małżeństwa bez wiedzy Rahula. Pewnego dnia w ubogiej dzielnicy Chandini Chowk Rahul spotyka Anjali. Młodzi zakochują się w sobie. Jednakże ojciec Rahula nie chce dopuścić do związku syna z kobietą z niższych sfer. Chłopak początkowo zamierza ulec Yashowi i opuścić ukochaną, jednak na wieść o śmierci jej ojca bierze ją za żonę, aby Anjali wraz z młodszą siostrą nie zostały bez opieki mężczyzny. Ponieważ młodzi nie dostają błogosławieństwa, obydwoje wyjeżdżają z kraju. W międzyczasie rodzina wysyła Rohana do szkoły z internatem.
Po 10 latach Rohan wraca do rozbitego domu. Postanawia odnaleźć brata i sprowadzić go do domu. Wyjeżdża do Londynu, gdzie w miarę spokojnie żyje jego starszy brat. Rohan spotyka na uczelni Poo, siostrę Anjali, a swoją przyjaciółkę. Przedstawia jej swoje zamiary. Poo postanawia mu pomóc. Przedstawia go swojej rodzinie jako kuzyna swojej przyjaciółki. Rahul nie poznaje brata. Rohan ukrywa swoją prawdziwą tożsamość. Gdy Rahul dowiaduje się prawdy o przybyszu, nie kryje wzruszenia. Nie chce jednak spełnić prośby brata i wrócić do domu. Rohan sprowadza do Anglii rodziców. Doprowadza też do spotkania Rahula z matką i ojcem. Jednak Yash jest zbyt dumny, aby pogodzić się z synem. W związku ze śmiercią jednych z seniorek domu, cała rodzina czuje się zobowiązana udać do Indii na pogrzeb. Rohan prosi brata, aby ten choć raz odwiedził dom rodziców. Rahul spełnia tę prośbę. Zwaśniona rodzina ulega pojednaniu. Rohan żeni się z Poo.

## Obsada
- Amitabh Bachchan – Yashovardhan "Yash" Raichand
- Jaya Bhaduri – Nandini Raichand
- Shahrukh Khan – Rahul Raichand
- Kajol – Anjali Sharma Raichand
- Hrithik Roshan – Rohan Raichand
- Kareena Kapoor – Pooja "Poo" Sharma
- Rani Mukherjee – Naina
- Alok Nath – Bauji Sharma
- Farida Jalal – Daijaan "DJ"
- Achala Sachdev – babcia Rohana i Rahula
- Sushma Seth – babcia Rohana i Rahula
- Zohra Sehgal – Daadi
- Johnny Lever – Haldiram
- Himani Shivpuri – żona Haldirama
- Jugal Hansraj - przyjaciel Rohana (gościnnie)
- Simone Singh – Rukhsaar Sharma
- Mayank Meghani – Fattie (młody Rohan)
- Amar Talwar – Ojciec Nainy
- Tamzin Griffin – Sąsiadka Rahula, Anjali i Poo
- Ramona Sunavala – Sonya (przyjaciółka Poo)
- Jeroo Writer – Tanya (przyjaciółka Poo)
- Vikas Sethi – Robbie
- Aryan Khan – Rahul jako dziecko (napisy początkowe)
- Shashikala

## Muzyka
Muzykę do filmu stworzyli Jatin i Lalit Pandit, Aadesh Shrivastava, Babloo Chakravorty oraz Sandesh Shandilya. Natomiast słowa piosenek napisał Sameer.
- "Bole Chudiyan" - śpiewają Amit Kumar, Sonu Nigam, Udit Narayan, Alka Yagnik
- "Deewana Hai Dekho" - śpiewają Alka Yagnik, Sonu Nigam
- "Kabhi Khushi Kabhie Gham"- śpiewa Lata Mangeshkar lub Sonu Nigam (w zależności od momentu w filmie)
- "Say Shava Shava" - śpiewają Alka Yagnik, Aadesh Srivastav, Amitabh Bachchan, Udit Narayan, Sudesh Sharma
- "Suraj Hua Maddham" - śpiewają Alka Yagnik, Sonu Nigam
- "Vande Mataram"
- "Yeh Ladka Hai Allah" - śpiewają Alka Yagnik, Udit Narayan
- "You Are My Sonia" - śpiewają Sonu Nigam, Alka Yagnik

## Nagrody i nominacje

### Filmfare 2002
- Kajol – Nagroda Filmfare dla Najlepszej Aktorki
- Jaya Bhaduri – Nagroda Filmfare dla Najlepszej Aktorki Drugoplanowej
- Karan Johar – za najlepsze dialogi
- Sharmishta Roy – dla najlepszego dyrektora artystycznego
- za najlepszą scenę w filmie
- nominacja do nagrody za najlepszy film
- nominacja do nagrody dla najlepszego reżysera – Karan Johar